# Степногірська селищна територіальна громада
Степногірська селищна територіальна громада — територіальна громада в Україні, у Василівському районі Запорізької області з адміністративним центром у селищі міського типу Степногірськ.

## Загальна інформація
Площа території — 235,3 км², населення громади — 8 251 особа (2020 р.).

## Населені пункти
До складу громади увійшли смт Степногірськ та села Жереб'янки, Лобкове, Лук'янівське, Малі Щербаки, Павлівка, Приморське, П'ятихатки та Степове.

## Історія
Створена у 2020 році, відповідно до розпорядження Кабінету Міністрів України № 713-р від 12 червня 2020 року «Про визначення адміністративних центрів та затвердження територій територіальних громад Запорізької області», шляхом об'єднання територій та населених пунктів Степногірської селищної, Приморської та П'ятихатської сільських рад Василівського району Запорізької області.